# Kubok Ukraïny 2012-2013
La Kubok Ukraïny 2012-2013 (in ucraino Кубок України) è la 22ª edizione del torneo. La competizione è iniziata il 25 luglio 2012. Lo Šachtar è la squadra detentrice del trofeo, e ha rivinto il titolo in quest'edizione.

## Primo turno preliminare
| Squadra 1              | Risultato         | Squadra 2            |
| ---------------------- | ----------------- | -------------------- |
| 25 luglio 2012         |                   |                      |
| Stal' Dniprodzeržyns'k | per ritiro        | Myr Hornostajivka    |
| Skala 1911 Stryj       | 0 – 1             | Dynamo Chmel'nyc'kyj |
| Makijivvuhillja        | 1 – 1 (3 – 5 dtr) | Hirnyk-Sport         |
| Real Farm              | 0 – 1             | Nyva Ternopil'       |
| Buča                   | 1 – 2             | UkrAhroKom           |
| Kremin' Kremenčuk      | 4 – 0             | Jednist' Plysky      |
| SKA Odessa             | 0 – 2             | Žemčužyna Jalta      |
| Krystal Cherson        | 3 – 1             | Ternopil'            |

- Il Hvardijec' è stato ammesso direttamente al turno successivo dopo che il Bastion Illičivs'k è stato estromesso dalle divisioni professionistiche[2].

## Secondo turno preliminare
Partecipano a questo turno 17 squadre di Perša Liha (tutte tranne la Dynamo-2 Kiev), le prime quattro di ogni girone di Druha Liha e le vincenti del primo turno preliminare.
| Squadra 1              | Risultato         | Squadra 2           |
| ---------------------- | ----------------- | ------------------- |
| 22 agosto 2012         |                   |                     |
| Žemčužyna Jalta        | 2 – 2 (4 – 2 dtr) | Tytan Armjans'k     |
| Hvardijec'             | 1 – 3             | UkrAhroKom          |
| Hirnyk Kryvyj Rih      | 1 – 3             | Stal' Alčevs'k      |
| Nyva Ternopil'         | 1 – 1 (4 – 2 dtr) | Zirka               |
| Odessa                 | 3 – 2 (dts)       | Poltava             |
| Krystal Cherson        | 0 – 1             | Krymteplycja        |
| Šachtar Sverdlov'sk    | 2 – 1 (dts)       | Oleksandrija        |
| Hirnyk-Sport           | 2 – 0             | Naftovyk-Ukrnafta   |
| Kremin' Kremenčuk      | 2 – 1             | Mykolaïv            |
| Enerhija Nova Kachovka | 0 – 1             | Slavutyč Čerkasy    |
| Avanhard Kramators'k   | 1 – 0             | Sumy                |
| Dynamo Chmel'nyc'kyj   | 0 – 2             | Desna Černihiv      |
| Obolon'                | 2 – 0             | Arsenal Bila Cerkva |
| Helios Charkiv         | 3 – 0             | Olimpik Donec'k     |
| Sevastopol'            | 1 – 0             | Bukovyna Černivci   |

- Lo Stal' Dniprodzeržyns'k è stato ammesso direttamente al primo turno, dopo che il L'viv si è ritirato dal calcio professionistico[3].

## Sedicesimi di finale
Hanno partecipato a questo turno le 16 squadre di Prem"jer-liha e le vincenti del secondo turno preliminare.
| Squadra 1              | Risultato         | Squadra 2           |
| ---------------------- | ----------------- | ------------------- |
| 22 settembre 2012      |                   |                     |
| Stal' Alčevs'k         | 2 – 3 (dts)       | Arsenal Kiev        |
| Čornomorec'            | 2 – 0             | Metalurh Donec'k    |
| 23 settembre 2012      |                   |                     |
| Žemčužyna Jalta        | 0 – 1             | Dnipro              |
| UkrAhroKom             | 1 – 1 (5 – 4 dtr) | Metalurh Zaporižžja |
| Kremin' Kremenčuk      | 0 – 2             | Nyva Ternopil'      |
| Šachtar Sverdlov'sk    | 2 – 1             | Odessa              |
| Krymteplycja           | 0 – 2             | Karpaty             |
| Hirnyk-Sport           | 0 – 2             | Tavrija             |
| Slavutyč Čerkasy       | 1 – 3             | Volyn'              |
| Avanhard Kramators'k   | 1 – 1 (4 – 3 dtr) | Zorja               |
| Desna Černihiv         | 1 – 2             | Vorskla             |
| Obolon'                | 1 – 4             | Metalist            |
| Helios Charkiv         | 0 – 1             | Hoverla             |
| Sevastopol'            | 2 – 1             | Kryvbas             |
| Šachtar                | 4 – 1             | Dinamo Kiev         |
| Stal' Dniprodzeržyns'k | 0 – 6             | Illičivec'          |

## Ottavi di finale
| Squadra 1            | Risultato   | Squadra 2    |
| -------------------- | ----------- | ------------ |
| 31 ottobre 2012      |             |              |
| Šachtar Sverdlov'sk  | 0 – 2       | Volyn'       |
| Avanhard Kramators'k | 0 – 1       | Arsenal Kiev |
| Vorskla              | 2 – 3       | Tavrija      |
| UkrAhroKom           | 1 – 2       | Čornomorec'  |
| Dnipro               | 2 – 0       | Illičivec'   |
| Nyva Ternopil'       | 0 – 2       | Sevastopol'  |
| Hoverla              | 1 – 4       | Šachtar      |
| Karpaty              | 2 – 1 (dts) | Metalist     |

## Quarti di finale
| Squadra 1      | Risultato         | Squadra 2   |
| -------------- | ----------------- | ----------- |
| 17 aprile 2013 |                   |             |
| Volyn'         | 0 – 2             | Dnipro      |
| Arsenal Kiev   | 1 – 2             | Čornomorec' |
| Šachtar        | 2 – 1             | Karpaty     |
| Sevastopol'    | 1 – 1 (4 – 1 dtr) | Tavrija     |

## Semifinali
| Squadra 1     | Risultato | Squadra 2 |
| ------------- | --------- | --------- |
| 8 maggio 2013 |           |           |
| Sevastopol'   | 2 – 4     | Šachtar   |
| Čornomorec'   | 2 – 1     | Dnipro    |

## Finale
| Arbitro: | Jevhen Aranovs'kyj (Kiev) |

|                                              |           |  |
| Fernandinho 41’ Alex Teixeira 53’ Taison 73’ | Marcatori |  |